# Tonio Teklić
Tonio Teklić (Split, 9. rujna 1999.) hrvatski nogometaš koji igra na poziciji napadačkog veznog. Trenutačno igra za Widzew Łódź.

## Klupska karijera
U Hajduka je prešao iz splitskog Adriatica kao junior. Igrao u Hajdukovoj drugoj momčadi. Za prvu momčad prvi je put zaigrao protiv Oriolika u kupu rujna 2017. godine. Dana 11. veljače 2020. godine Hajduk ga je posudio Varaždinu do kraja aktualne natjecateljske sezone. Do posudbe je za Hajduk odigrao 19 utakmica u prvenstvu i postigao jedan gol, te četiri utakmice u kupu.

## Reprezentativna karijera
Igrao je za omladinske selekcije Hrvatske do 18, 19, 20 i 23 godine.

## Vanjske poveznice
- Profil, Hrvatski nogometni savez
- Profil, Soccerbase (engl.)
- Profil, Soccerway (engl.)
- Profil, Transfermarkt (engl.)
- Profil, Weltfussball (njem.)